# Jurij Macura
Jurij Macura (Lubiana, 23 dicembre 1999) è un cestista sloveno.